# زولت كالمار
زولت كالمار (بالمجرية: Kalmár Zsolt) هو لاعب كرة قدم مجري، ولد في 9 يونيو 1995 في جيور في المجر. شارك مع منتخب المجر تحت 17 سنة لكرة القدم ومنتخب المجر تحت 19 سنة لكرة القدم ومنتخب المجر لكرة القدم. أما مع النوادي، فقد لعب مع آر بي لايبزيغ وإف إس في فرانكفورت وغيور تورنا أوزتالي.

## وصلات خارجية
- زولت كالمار على موقع الاتحاد الدولي (مؤرشف)  (الإنجليزية)
- زولت كالمار على موقع الاتحاد الأوربي (الإنجليزية)
- زولت كالمار على موقع اتحاد المجر (الهنغارية)
- زولت كالمار على موقع قاعدة بيانات كرة القدم.إي يو (الإنجليزية)
- زولت كالمار على موقع ناشيونال فوتبول تيمز (الإنجليزية)
- زولت كالمار على موقع Soccerway.com (الإنجليزية)
- زولت كالمار على موقع عالم كرة القدم.نت (الإنجليزية)
- زولت كالمار على موقع AS.com (الإسبانية)